# Ignatios Antoniadis
Ignatios Antoniadis (* 2. Dezember 1955 in Chios) ist ein griechischer theoretischer Physiker, der sich mit Stringtheorie und Teilchenphysik befasst und in Paris und am CERN wirkt.

## Leben
Antoniadis erwarb seinen Abschluss in Mathematik 1977 an der Universität Athen und einen in theoretischer Physik (DEA) 1978 in Paris. 1980 wurde er an der École normale supérieure promoviert (Thèse de 3ème Cycle) mit dem zweiten Teil der Promotion (Thèse d’État) im damaligen französischen System an der École polytechnique 1983. Ab 1982 forschte er für das CNRS (ab 1986 als Chargé de Recherches) am Zentrum für Theoretische Physik (CPHT) der École polytechnique. 1986 bis 1988 war er am CERN und 1983 bis 1986 außerdem Research Associate am SLAC. Ab 1992 war er Forschungsdirektor des CNRS an der École polytechnique, an der er 1997 Professor (Chargé de cours) wurde. Von 2000 bis 2014 war er Mitglied der Theorieabteilung des CERN.
Antoniadis befasst sich mit Stringtheorie, Tests von deren Dualitäten, Quantengravitation, Supersymmetrische und Große Vereinheitlichte Theorien. Er spielte eine wichtige Rolle in der Entwicklung von Superstringtheorie-Modellen in vier Dimensionen (fermionische Konstruktion). Er ist insbesondere bekannt für die Untersuchungen der Phänomenologie der Superstringtheorie (das heißt zum Beispiel daraus ableitbare Große Vereinheitlichte Theorien bei niedrigen Energien und Aussagen über das Teilchenspektrum) und möglicherweise beobachtbaren Auswirkungen wie Extradimensionen und Änderung der Gravitationskraft bei kurzen Abständen.
2000 gewann er die Silbermedaille des CNRS, 1995 den Preis der griechischen Bodossaki-Stiftung und 2002 erhielt er den Spezialpreis der Französischen Physikalischen Gesellschaft. Er ist Ehrendoktor der Universität Ioannina. 2008 erhielt er einen Advanced Grant der European Research Commission (ERC).

## Schriften
- mit Guillaume Ovarlez: An introduction to perturbative and non perturbative string theory. Corfu Summer School 98, arxiv:hep-th/9906108.